# 地球の皮を剥ぐ
『地球の皮を剥ぐ』（ちきゅうのかわをはぐ、原題：Il Mondo di Notte N.3 / 別題：Ecco、英題:This Shocking World）は、1963年のイタリア映画。
望遠レンズや隠しカメラなどで撮影された人間の欲望を赤裸々に描く、典型的なモンド映画である。日本では東宝東和より1963年12月25日に公開された。グラン・ギニョール座での残酷ショーやリタ・レノアのストリップショー、自分の皮膚に太針を刺して見せる男など、エロスと残酷世界を覗き見感覚で見せる。

## あらすじ
社交界にデビューする少女たちやグラン・ギニョール座による残酷ショー、鮮血のフェンシング、黒ミサの儀式等のホラーショーやヒップ・コンテストやヌードショー、ストリップダンサーによるフロアでの悩殺セクシーショーや皮膚に針を通す男のショーなど紳士淑女の目を剥く。

## スタッフ
- 監督：ジャンニ・プロイア
- 製作：フランチェスコ・マッツェイ
- 撮影：ジャンニ・ナルツィージ、バルディ・シュワルツェ、エモニュエル・ディ・コーラ
- 音楽：リズ・オルトラーニ
- 日本語版解説：牟田悌三
- 日本語版台本：前田武彦

## 関連映画
- 夜モノ映画
- モンド映画